# Zmarzły Staw pod Polskim Grzebieniem

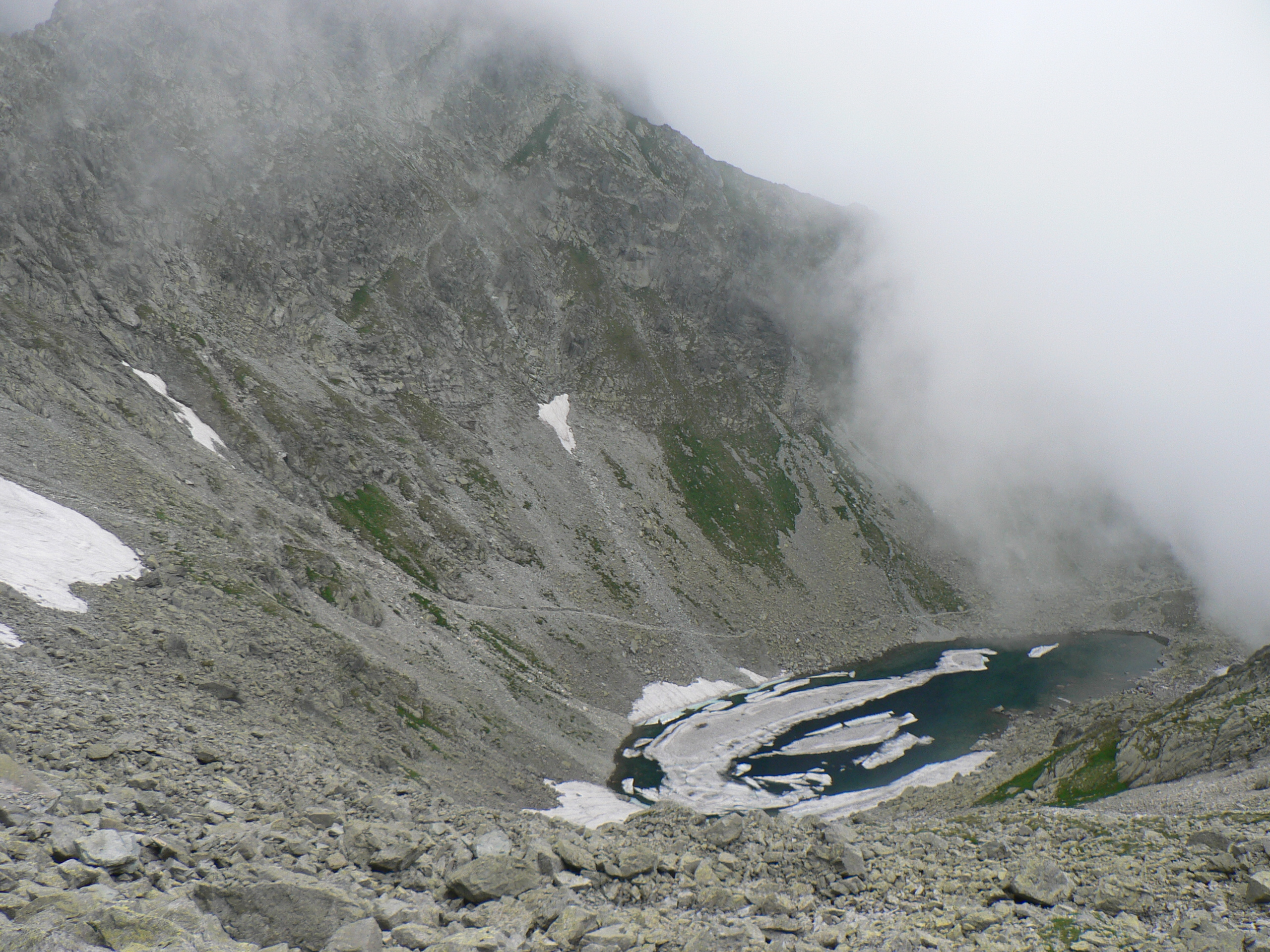
Częściowo zamarznięty staw w sierpniu

Zmarzły Staw pod Polskim Grzebieniem (słow. Zamrznuté pleso, Zmrznuté pleso, niem. Gefrorener See, Gefronerer See unter dem Polnischen Kamm, dawniej Eissee, węg. Fagyott-tó, dawniej Jeges-tó) – staw położony w górnej części Doliny Białej Wody w słowackiej części Tatr Wysokich. Dawniej nazywany był także Polskim Stawem.
Nad stawem górują Dzika Turnia, Mała Wysoka i Wielicki Szczyt, a jego nazwa pochodzi od przełęczy Polski Grzebień, oddzielającej te dwa ostatnie szczyty. Staw znajduje się w małej kotlince (Kocioł pod Polskim Grzebieniem) – wspólnym górnym piętrze Doliny Świstowej i Doliny Litworowej, na wysokości 2047 m n.p.m. (pomiary kartografów austriackich, inne źródła podają też inne wysokości: 2013 lub 2043 m). Trudno ustalić, do której z tych dolin należy. Jego powierzchnia to 1,11 ha, głębokość ok. 12,5 m. Ma bardzo małą zlewnię, bo wynosi ona zaledwie 0,25 km². Jako pierwszy pomiarów batymetrycznych dokonał Ludomir Sawicki w 1909 r. Woda w stawie jest bardzo zimna. Eugeniusz Romer w 1906 mierzył jej temperaturę powierzchniową: wynosiła 1,7 °C w pełni lata.
Jezioro otacza posępny i prawdziwie wysokogórski krajobraz. Skalna misa polodowcowego kotła, którą wypełnia staw, otoczona jest z wszystkich stron stożkami piargowymi. Kra na stawie utrzymuje się bardzo długo, często przez całe lato. Woda w stawie jest dosyć zanieczyszczona przez osady śniegowe, dlatego też jest mało przezroczysta (ok. 9,5 m). Staw i cały obszar Kotła pod Polskim Grzebieniem jest bezodpływowy, rysowany na mapach potok spływający z tego stawu do Litworowego Stawu w rzeczywistości nie istnieje.
W źródłach pisanych staw wymieniany był już w 1772 przez Andreasa Jonasa Czirbesza. Często wymieniany był w opisach tatrzańskich. Jest też tematem sonetu „Zmarzły Staw pod Garłuchem” Franciszka Nowickiego.

## Szlaki turystyczne
– niebieski szlak z Łysej Polany Doliną Białej Wody i Doliną Litworową, wiedzie obok Zmarzłego Stawu i dalej do Kotła pod Polskim Grzebieniem i na Rohatkę, stamtąd w dół na wschód do Schroniska Zbójnickiego w Dolinie Staroleśnej.
- Czas przejścia z Łysej Polany do rozdroża pod Polskim Grzebieniem: 4:55 h, ↓ 4:25 h
- Czas przejścia od rozdroża na Rohatkę: 45 min, ↓ 35 min
- Czas przejścia z Rohatki do schroniska: 55 min, ↑ 1:15 h